# Poropuntius daliensis
Poropuntius daliensis är en fiskart som först beskrevs av Wu och Lin, 1977.  Poropuntius daliensis ingår i släktet Poropuntius och familjen karpfiskar. Inga underarter finns listade i Catalogue of Life.